# Orlando Santos
Orlando Leonardo Santos (Buenos Aires, 13 de septiembre de 1915 - 10 de junio de 1974) fue un contador público que ejerció varios cargos en gobiernos nacionales y provinciales, entre ellos el de Ministro de Industria de su país en el año 1955, durante los últimos meses del gobierno de Juan Domingo Perón.

## Biografía
Se recibió de contador en la Universidad de Buenos Aires. Trabajó como inspector de la Dirección General de Impuesto a los Réditos entre 1938 y 1944, y después pasó por varios cargos en el Ministerio de Hacienda de la Nación. Adhirió al naciente peronismo y fue uno de los directores de la Cada de Moneda a partir de 1946. En 1949 fue nombrado director nacional de la Dirección General Impositiva, y al año siguiente asumió como presidente del Banco de la Nación Argentina.
En 1950 fue también uno de los directores —representando al Banco Nación— de la Empresa Nacional de Energía (ENDE), que centralizaba todas las entidades productoras y distribuidoras de energía eléctrica y de combustibles del país, del cual luego fue director general.En tal carácter firmó el contrato con la California Oil Company en nombre del presidente Juan Domingo Perón el 25 de abril de 1955. Durante su gestión se emprendieron proyectos industriales en el campo de la metalurgia, fabricación de cemento, y productos farmacéuticos. No obstante, la gestión de Santos incluyó también la liquidación de varias de esas industrias, promovidas por el ministro del ramo, Rafael F. Amundarain.
En el mes de julio de 1955 fue nombrado ministro de Industria de la Nación, cargo en el cual no llegó a ejercer influencia alguna debido al golpe de Estado que derrocó a Perón en el mes de septiembre.
Formó parte de los que acompañaron a Perón en su viaje de regreso de 1972. El 8 de marzo de 1974 fue nombrado presidente del Banco de la Provincia de Buenos Aires durante la gestión del gobernador Victorio Calabró, ocupando ese cargo hasta el 10 de junio de ese año, en que falleció.